# Top Teams Cup 2001–2002 (damer)
Top Teams Cup 2001-2002 var den 30:e upplagan av tävlingen, som är den nästa mest prestigefyllda tävlingen i volleyboll för klubblag i Europa. Tävlingen pågick mellan 6 oktober 2001 och 10 mars 2002 och 36 lag från CEV:s medlemsförbund deltog. Azärreyl QVK vann tävlingen för första gången genom att besegra ŽOK Jedinstvo Užice i finalen i Baku, Azerbajdjan.

## Regelverk
Turneringen inleddes med en kvalfas där 32 lag gjorde upp om 16 platser i huvudrundan genom dubbelmöte med ett annat lag. I huvudomgången delades de kvarvarande 20 lagen in i fyra grupper om tre eller fyra lag. Alla lag mötte alla andra lag i sin grupp två gånger. De två första lagen i varje grupp gick vidare till kvartsfinal. Kvartsfinalerna spelades som dubbelmöten. Vinnarna gick vidare till semifinal. Semifinalerna, finalen och match om tredjepris spelades på en plats över en helg med enkelmöten.

## Deltagande lag
| - USSP Albi - Panellinios GS - Azärreyl QVK - VK Universitet-Technolog - OK Radnički - VK Slávia EU Bratislava - KS Pałac Bydgoszcz - KS Teuta - SK Frenštát pod Radhoštěm - VT Herentals | - TI-Volley - Asterix Kieldrecht - Hapoël Kiryat Ata - Volley Köniz - AEK Larnaca - AEL Limassol - Castêlo da Maia GC - VC Mamer - Belbusinessbank Minsk - OK HIT Nova Gorica | - DHG Odense - Dinamo-Jinestra Odesa - VV Pollux - Boavista Porto - Maccabi Raanana - ŽOK Rijeka - Speks-R Riga - OK Imzit Dobrinja - Schwechat Post - VC Kanti | - OK Kometal Student - Sliedrecht Sport - VK Levski Sofia - ŽOK Jelovica Tuzla - ŽOK Jedinstvo Užice - Vallentuna VBK - FO Vrilīssiōn |

## Turneringen[2]

### Kval

#### Match 1
| 6 oktober 2001 Speltid: i. u. - Åskådare: 1 100  | Sliedrecht Sport      | 1 - 3 | OK HIT Nova Gorica        | 19-25, 26-28, 25-13, 22-25        |
| 12 oktober 2001 Speltid: i. u. - Åskådare: 380   | KS Pałac Bydgoszcz    | 3 - 0 | ŽOK Jelovica Tuzla        | 25-14, 25-13, 25-20               |
| 6 oktober 2001 Speltid: i. u. - Åskådare: 250    | Vallentuna VBK        | 3 - 0 | OK Imzit Dobrinja         | 25-6, 25-22, 25-18                |
| 6 oktober 2001 Speltid: i. u. - Åskådare: 1 100  | OK Radnički           | 0 - 3 | VK Slávia EU Bratislava   | 22-25, 24-26, 17-25               |
| 6 oktober 2001 Speltid: i. u. - Åskådare: 1 200  | USSP Albi             | 3 - 0 | VC Kanti                  | 25-20, 25-20, 25-20               |
| 6 oktober 2001 Speltid: i. u. - Åskådare: 100    | ŽOK Rijeka            | 0 - 3 | OK Kometal Student        | 21-25, 16-25, 14-25               |
| 6 oktober 2001 Speltid: i. u. - Åskådare: 600    | ŽOK Jedinstvo Užice   | 3 - 0 | TI-Volley                 | 25-21, 25-16, 25-15               |
| 6 oktober 2001 Speltid: i. u. - Åskådare: 400    | VV Pollux             | 3 - 0 | AEK Larnaca               | 25-14, 25-14, 25-7                |
| 7 oktober 2001 Speltid: i. u. - Åskådare: 480    | VK Levski Sofia       | 3 - 2 | Azärreyl QVK              | 25-17, 19-25, 25-22, 20-25, 15-13 |
| 6 oktober 2001 Speltid: i. u. - Åskådare: 200    | AEL Limassol          | 0 - 3 | VK Universitet-Technolog  | 7-25, 4-25, 13-25                 |
| 7 oktober 2001 Speltid: i. u. - Åskådare: 300    | Belbusinessbank Minsk | 3 - 0 | Speks-R Riga              | 26-24, 25-18, 25-21               |
| 13 oktober 2001 Speltid: i. u. - Åskådare: i. u. | Hapoël Kiryat Ata     | 3 - 0 | SK Frenštát pod Radhoštěm | 25-0, 25-0, 25-0                  |
| 6 oktober 2001 Speltid: i. u. - Åskådare: 200    | Castêlo da Maia GC    | 3 - 0 | VC Mamer                  | 25-10, 25-16, 25-18               |
| 12 oktober 2001 Speltid: i. u. - Åskådare: 430   | Volley Köniz          | 3 - 0 | Maccabi Raanana           | 25-14, 25-13, 25-20               |
| 13 oktober 2001 Speltid: i. u. - Åskådare: 100   | Boavista Porto        | 3 - 0 | DHG Odense                | 25-19, 25-10, 25-17               |
| 7 oktober 2001 Speltid: i. u. - Åskådare: 200    | VT Herentals          | 3 - 0 | KS Teuta                  | 25-10, 25-12, 25-22               |

#### Match 2
| 13 oktober 2001 Speltid: i. u. - Åskådare: 300   | OK HIT Nova Gorica        | 3 - 1 | Sliedrecht Sport      | 23-25, 25-21, 25-15, 25-16        |
| 14 oktober 2001 Speltid: i. u. - Åskådare: 350   | ŽOK Jelovica Tuzla        | 0 - 3 | KS Pałac Bydgoszcz    | 14-25, 8-25, 10-25                |
| 7 oktober 2001 Speltid: i. u. - Åskådare: 150    | OK Imzit Dobrinja         | 0 - 3 | Vallentuna VBK        | 19-25, 11-25, 12-25               |
| 14 oktober 2001 Speltid: i. u. - Åskådare: 600   | VK Slávia EU Bratislava   | 3 - 0 | OK Radnički           | 25-16, 25-19, 25-18               |
| 14 oktober 2001 Speltid: i. u. - Åskådare: 385   | VC Kanti                  | 2 - 3 | USSP Albi             | 16-25, 25-19, 22-25, 25-20, 15-17 |
| 13 oktober 2001 Speltid: i. u. - Åskådare: 400   | OK Kometal Student        | 3 - 0 | ŽOK Rijeka            | 25-16, 25-10, 25-20               |
| 7 oktober 2001 Speltid: i. u. - Åskådare: 500    | TI-Volley                 | 0 - 3 | ŽOK Jedinstvo Užice   | 20-25, 13-25, 15-25               |
| 14 oktober 2001 Speltid: i. u. - Åskådare: 200   | AEK Larnaca               | 0 - 3 | VV Pollux             | 5-25, 10-25, 9-25                 |
| 14 oktober 2001 Speltid: i. u. - Åskådare: i. u. | Azärreyl QVK              | 3 - 1 | VK Levski Sofia       | 25-23, 25-15, 21-25, 25-19        |
| 7 oktober 2001 Speltid: i. u. - Åskådare: 220    | VK Universitet-Technolog  | 3 - 0 | AEL Limassol          | 25-8, 25-8, 25-14                 |
| 13 oktober 2001 Speltid: i. u. - Åskådare: 450   | Speks-R Riga              | 0 - 3 | Belbusinessbank Minsk | 27-29, 14-25, 20-25               |
| 14 oktober 2001 Speltid: i. u. - Åskådare: i. u. | SK Frenštát pod Radhoštěm | 0 - 3 | Hapoël Kiryat Ata     | 0-25, 0-25, 0-25                  |
| 13 oktober 2001 Speltid: i. u. - Åskådare: 150   | VC Mamer                  | 0 - 3 | Castêlo da Maia GC    | 23-25, 14-25, 21-25               |
| 13 oktober 2001 Speltid: i. u. - Åskådare: 480   | Maccabi Raanana           | 0 - 3 | Volley Köniz          | 14-25, 10-25, 14-25               |
| 14 oktober 2001 Speltid: i. u. - Åskådare: 80    | DHG Odense                | 0 - 3 | Boavista Porto        | 16-25, 19-25, 19-25               |
| 8 oktober 2001 Speltid: i. u. - Åskådare: 150    | KS Teuta                  | 0 - 3 | VT Herentals          | 19-25, 14-25, 18-25               |

#### Kvalificerade lag
| - USSP Albi - Azärreyl QVK - VK Universitet-Technolog - Boavista Porto - VK Slávia EU Bratislava - KS Pałac Bydgoszcz - VT Herentals - Hapoël Kiryat Ata - Volley Köniz - Castêlo da Maia GC - Belbusinessbank Minsk - OK HIT Nova Gorica - VV Pollux - OK Kometal Student - ŽOK Jedinstvo Užice - Vallentuna VBK |

### Huvudturnering
| Grupp 1                 | Grupp 2           | Grupp 3            | Grupp 4               | Grupp 5             | Grupp 6                  |
| ----------------------- | ----------------- | ------------------ | --------------------- | ------------------- | ------------------------ |
| VK Slávia EU Bratislava | Panellinios GS    | Boavista Porto     | Castêlo da Maia GC    | USSP Albi           | Azärreyl QVK             |
| KS Pałac Bydgoszcz      | Hapoël Kiryat Ata | VT Herentals       | Belbusinessbank Minsk | OK Kometal Student  | VK Universitet-Technolog |
| Asterix Kieldrecht      | Schwechat Post    | OK HIT Nova Gorica | VV Pollux             | ŽOK Jedinstvo Užice | Volley Köniz             |
| Dinamo-Jinestra Odesa   |                   |                    |                       | FO Vrilīssiōn       |                          |

#### Grupp 1

##### Resultat
| 5 december 2001 Speltid: i. u. - Åskådare: 450    | Asterix Kieldrecht      | 3 - 0 | VK Slávia EU Bratislava | 25-21, 25-21, 25-18               |
| 5 december 2001 Speltid: i. u. - Åskådare: 650    | KS Pałac Bydgoszcz      | 3 - 0 | Dinamo-Jinestra Odesa   | 25-18, 25-16, 25-20               |
| 12 december 2001 Speltid: i. u. - Åskådare: 1 400 | Dinamo-Jinestra Odesa   | 3 - 0 | Asterix Kieldrecht      | 25-20, 25-20, 25-19               |
| 13 december 2001 Speltid: i. u. - Åskådare: 300   | VK Slávia EU Bratislava | 1 - 3 | KS Pałac Bydgoszcz      | 25-22, 20-25, 22-25, 8-25         |
| 19 december 2001 Speltid: i. u. - Åskådare: 200   | Asterix Kieldrecht      | 0 - 3 | KS Pałac Bydgoszcz      | 24-26, 26-28, 20-25               |
| 18 december 2001 Speltid: i. u. - Åskådare: 400   | VK Slávia EU Bratislava | 1 - 3 | Dinamo-Jinestra Odesa   | 18-25, 21-25, 25-20, 13-25        |
| 10 januari 2002 Speltid: i. u. - Åskådare: 950    | Dinamo-Jinestra Odesa   | 3 - 0 | VK Slávia EU Bratislava | 25-19, 25-16, 25-18               |
| 9 januari 2002 Speltid: i. u. - Åskådare: 500     | KS Pałac Bydgoszcz      | 3 - 1 | Asterix Kieldrecht      | 25-12, 22-25, 25-14, 25-12        |
| 16 januari 2002 Speltid: i. u. - Åskådare: 350    | Asterix Kieldrecht      | 1 - 3 | Dinamo-Jinestra Odesa   | 16-25, 25-19, 23-25, 21-25        |
| 16 januari 2002 Speltid: i. u. - Åskådare: 300    | KS Pałac Bydgoszcz      | 3 - 0 | VK Slávia EU Bratislava | 25-16, 25-14, 30-28               |
| 22 januari 2002 Speltid: i. u. - Åskådare: 200    | VK Slávia EU Bratislava | 0 - 3 | Asterix Kieldrecht      | 22-25, 23-25, 19-25               |
| 22 januari 2002 Speltid: i. u. - Åskådare: 1 000  | Dinamo-Jinestra Odesa   | 2 - 3 | KS Pałac Bydgoszcz      | 21-25, 20-25, 25-23, 25-14, 12-15 |

##### Sluttabell
| Pos.. | Lag                     | Pt | M | V | F | SV | SF | Kvot  | PV  | PF  | Kvot  |
| ----- | ----------------------- | -- | - | - | - | -- | -- | ----- | --- | --- | ----- |
| 1     | KS Pałac Bydgoszcz      | 12 | 6 | 6 | 0 | 18 | 4  | 4.500 | 530 | 423 | 1.253 |
| 2     | Dinamo-Jinestra Odesa   | 10 | 6 | 4 | 2 | 14 | 8  | 1.750 | 496 | 451 | 1.100 |
| 3     | Asterix Kieldrecht      | 8  | 6 | 2 | 4 | 8  | 12 | 0.667 | 427 | 469 | 0.910 |
| 4     | VK Slávia EU Bratislava | 6  | 6 | 0 | 6 | 2  | 18 | 0.111 | 387 | 497 | 0.779 |

#### Grupp 2

##### Resultat
| 22 januari 2002 Speltid: i. u. - Åskådare: 200  | Hapoël Kiryat Ata | 1 - 3 | Schwechat Post    | 25-23, 16-25, 19-25, 14-25 |
| 12 december 2001 Speltid: i. u. - Åskådare: 180 | Panellinios GS    | 3 - 0 | Hapoël Kiryat Ata | 25-19, 25-23, 25-20        |
| 20 december 2001 Speltid: i. u. - Åskådare: 180 | Schwechat Post    | 3 - 0 | Panellinios GS    | 30-28, 25-21, 25-11        |
| 9 januari 2002 Speltid: i. u. - Åskådare: 350   | Panellinios GS    | 1 - 3 | Schwechat Post    | 20-25, 25-22, 13-25, 12-25 |
| 13 december 2001 Speltid: i. u. - Åskådare: 220 | Hapoël Kiryat Ata | 3 - 0 | Panellinios GS    | 25-18, 25-17, 25-22        |
| 23 januari 2002 Speltid: i. u. - Åskådare: 40   | Schwechat Post    | 3 - 0 | Hapoël Kiryat Ata | 25-19, 25-20, 25-19        |

##### Sluttabell
| Pos.. | Lag               | Pt | M | V | F | SV | SF | Kvot  | PV  | PF  | Kvot  |
| ----- | ----------------- | -- | - | - | - | -- | -- | ----- | --- | --- | ----- |
| 1     | Schwechat Post    | 8  | 4 | 4 | 0 | 12 | 2  | 6.000 | 350 | 262 | 1.336 |
| 2     | Hapoël Kiryat Ata | 5  | 4 | 1 | 3 | 4  | 9  | 0.444 | 269 | 305 | 0.882 |
| 3     | Panellinios GS    | 5  | 4 | 1 | 3 | 4  | 9  | 0.444 | 262 | 314 | 0.834 |

#### Grupp 3

##### Resultat
| 5 december 2001 Speltid: i. u. - Åskådare: 300    | OK HIT Nova Gorica | 3 - 0 | Boavista Porto     | 25-21, 25-21, 25-18              |
| 11 december 2001 Speltid: i. u. - Åskådare: i. u. | VT Herentals       | 3 - 0 | OK HIT Nova Gorica | 25-14, 25-22, 25-20              |
| 19 december 2001 Speltid: i. u. - Åskådare: 200   | Boavista Porto     | 1 - 3 | VT Herentals       | 20-25, 14-25, 25-23, 16-25       |
| 9 januari 2002 Speltid: i. u. - Åskådare: 520     | VT Herentals       | 3 - 1 | Boavista Porto     | 25-21, 25-14, 21-25, 25-16       |
| 16 januari 2002 Speltid: i. u. - Åskådare: 200    | OK HIT Nova Gorica | 0 - 3 | VT Herentals       | 16-25, 22-25, 17-25              |
| 22 januari 2002 Speltid: i. u. - Åskådare: 110    | Boavista Porto     | 3 - 2 | OK HIT Nova Gorica | 25-20, 20-25, 25-21, 23-25, 15-6 |

##### Sluttabell
| Pos.. | Lag                | Pt | M | V | F | SV | SF | Kvot  | PV  | PF  | Kvot  |
| ----- | ------------------ | -- | - | - | - | -- | -- | ----- | --- | --- | ----- |
| 1     | VT Herentals       | 8  | 4 | 4 | 0 | 12 | 2  | 6.000 | 344 | 262 | 1.313 |
| 2     | OK HIT Nova Gorica | 5  | 4 | 1 | 3 | 5  | 9  | 0.556 | 283 | 318 | 0.890 |
| 3     | Boavista Porto     | 5  | 4 | 1 | 3 | 5  | 11 | 0.455 | 319 | 366 | 0.872 |

#### Grupp 4

##### Resultat
| 6 december 2001 Speltid: i. u. - Åskådare: 250  | Castêlo da Maia GC    | 3 - 2 | VV Pollux             | 25-22, 20-25, 17-25, 25-22, 15-13 |
| 13 december 2001 Speltid: i. u. - Åskådare: 750 | VV Pollux             | 3 - 0 | Belbusinessbank Minsk | 25-17, 25-6, 25-19                |
| 19 december 2001 Speltid: i. u. - Åskådare: 300 | Belbusinessbank Minsk | 1 - 3 | Castêlo da Maia GC    | 25-16, 17-25, 20-25, 21-25        |
| 6 januari 2002 Speltid: i. u. - Åskådare: 386   | Castêlo da Maia GC    | 3 - 2 | Belbusinessbank Minsk | 25-27, 25-20, 25-27, 25-21, 15-7  |
| 15 januari 2002 Speltid: i. u. - Åskådare: 300  | Belbusinessbank Minsk | 0 - 3 | VV Pollux             | 18-25, 19-25, 22-25               |
| 22 januari 2002 Speltid: i. u. - Åskådare: 900  | VV Pollux             | 0 - 3 | Castêlo da Maia GC    | 23-25, 23-25, 21-25               |

##### Sluttabell
| Pos. | Lag                   | Pt | M | V | F | SV | SF | Kvot  | PV  | PF  | Kvot  |
| ---- | --------------------- | -- | - | - | - | -- | -- | ----- | --- | --- | ----- |
| 1    | Castêlo da Maia GC    | 8  | 4 | 4 | 0 | 12 | 5  | 2.400 | 383 | 359 | 1.067 |
| 2    | VV Pollux             | 6  | 4 | 2 | 2 | 8  | 6  | 1.333 | 324 | 278 | 1.165 |
| 3    | Belbusinessbank Minsk | 4  | 4 | 0 | 4 | 3  | 12 | 0.250 | 286 | 356 | 0.803 |

#### Grupp 5

##### Resultat
| 5 december 2001 Speltid: i. u. - Åskådare: 210    | FO Vrilīssiōn       | 3 - 0 | OK Kometal Student  | 25-20, 25-19, 25-16               |
| 4 december 2001 Speltid: i. u. - Åskådare: 1 500  | ŽOK Jedinstvo Užice | 3 - 0 | USSP Albi           | 25-18, 25-20, 25-9                |
| 12 december 2001 Speltid: i. u. - Åskådare: 1 000 | USSP Albi           | 3 - 2 | FO Vrilīssiōn       | 19-25, 25-19, 21-25, 25-20, 15-12 |
| 13 december 2001 Speltid: i. u. - Åskådare: 200   | OK Kometal Student  | 1 - 3 | ŽOK Jedinstvo Užice | 12-25, 25-20, 21-25, 19-25        |
| 19 december 2001 Speltid: i. u. - Åskådare: 172   | FO Vrilīssiōn       | 1 - 3 | ŽOK Jedinstvo Užice | 23-25, 25-21, 23-25, 19-25        |
| 19 december 2001 Speltid: i. u. - Åskådare: 300   | OK Kometal Student  | 0 - 3 | USSP Albi           | 19-25, 18-25, 11-25               |
| 9 januari 2002 Speltid: i. u. - Åskådare: 800     | USSP Albi           | 3 - 0 | OK Kometal Student  | 25-17, 25-11, 25-8                |
| 9 januari 2002 Speltid: i. u. - Åskådare: 1 600   | ŽOK Jedinstvo Užice | 3 - 1 | FO Vrilīssiōn       | 22-25, 25-16, 25-20, 25-22        |
| 16 januari 2002 Speltid: i. u. - Åskådare: 160    | FO Vrilīssiōn       | 2 - 3 | USSP Albi           | 12-25, 18-25, 25-19, 25-13, 14-16 |
| 17 januari 2002 Speltid: i. u. - Åskådare: 1 500  | ŽOK Jedinstvo Užice | 3 - 0 | OK Kometal Student  | 25-20, 25-12, 25-17               |
| 22 januari 2002 Speltid: i. u. - Åskådare: 250    | OK Kometal Student  | 3 - 1 | FO Vrilīssiōn       | 25-19, 21-25, 25-13, 25-16        |
| 22 januari 2002 Speltid: i. u. - Åskådare: i. u.  | USSP Albi           | 3 - 0 | ŽOK Jedinstvo Užice | 25-17, 26-24, 25-22               |

##### Sluttabell
| Pos. | Lag                 | Pt | M | V | F | SV | SF | Kvot  | PV  | PV  | Kvot  |
| ---- | ------------------- | -- | - | - | - | -- | -- | ----- | --- | --- | ----- |
| 1    | ŽOK Jedinstvo Užice | 11 | 6 | 5 | 1 | 15 | 6  | 2.500 | 501 | 422 | 1.187 |
| 2    | USSP Albi           | 11 | 6 | 5 | 1 | 15 | 7  | 2.143 | 476 | 417 | 1.141 |
| 3    | FO Vrilīssiōn       | 7  | 6 | 1 | 5 | 10 | 15 | 0.667 | 516 | 547 | 0.943 |
| 4    | OK Kometal Student  | 7  | 6 | 1 | 5 | 4  | 16 | 0.250 | 361 | 468 | 0.771 |

#### Grupp 6

##### Resultat
| 5 december 2001 Speltid: i. u. - Åskådare: 1 020  | Volley Köniz             | 3 - 2 | VK Universitet-Technolog | 25-27, 25-23, 25-19, 21-25, 15-13 |
| 12 december 2001 Speltid: i. u. - Åskådare: 4 500 | Azärreyl QVK             | 3 - 1 | Volley Köniz             | 25-17, 22-25, 25-14, 25-12        |
| 19 december 2001 Speltid: i. u. - Åskådare: 3 750 | VK Universitet-Technolog | 1 - 3 | Azärreyl QVK             | 26-24, 19-25, 24-26, 15-25        |
| 9 januari 2002 Speltid: i. u. - Åskådare: 4 200   | Azärreyl QVK             | 3 - 2 | VK Universitet-Technolog | 29-31, 25-17, 22-25, 25-22, 15-6  |
| 16 januari 2002 Speltid: i. u. - Åskådare: i. u.  | Volley Köniz             | 3 - 2 | Azärreyl QVK             | 20-25, 22-25, 25-18, 25-21, 15-11 |
| 22 januari 2002 Speltid: i. u. - Åskådare: 2 300  | VK Universitet-Technolog | 3 - 2 | Volley Köniz             | 24-26, 25-18, 22-25, 26-24, 15-13 |

##### Sluttabell
| Pos. | Lag                      | Pt | M | V | F | SV | SF | Kvot  | PV  | PF  | Kvot  |
| ---- | ------------------------ | -- | - | - | - | -- | -- | ----- | --- | --- | ----- |
| 1    | Azärreyl QVK             | 7  | 4 | 3 | 1 | 11 | 7  | 1.571 | 413 | 360 | 1.147 |
| 2    | Volley Köniz             | 6  | 4 | 2 | 2 | 9  | 10 | 0.900 | 392 | 416 | 0.942 |
| 3    | VK Universitet-Technolog | 5  | 4 | 1 | 3 | 8  | 11 | 0.727 | 404 | 433 | 0.933 |

### Kvartsfinaler

#### Match 1
| 14 februari 2002 Speltid: i. u. - Åskådare: 1 400 | VT Herentals          | 3 - 1 | KS Pałac Bydgoszcz | 25-23, 18-25, 25-21, 25-19        |
| 14 februari 2002 Speltid: i. u. - Åskådare: 3 800 | Dinamo-Jinestra Odesa | 0 - 3 | Azärreyl QVK       | 18-25, 22-25, 18-25               |
| 14 februari 2002 Speltid: i. u. - Åskådare: 190   | Schwechat Post        | 3 - 0 | USSP Albi          | 25-16, 25-21, 25-19               |
| 13 februari 2002 Speltid: i. u. - Åskådare: 2 400 | ŽOK Jedinstvo Užice   | 3 - 2 | Castêlo da Maia GC | 27-25, 17-25, 22-25, 25-13, 15-11 |

#### Match 2
| 20 februari 2002 Speltid: i. u. - Åskådare: i. u. | KS Pałac Bydgoszcz | 3 - 0 | VT Herentals          | 25-18, 25-19, 25-13        |
| 15 februari 2002 Speltid: i. u. - Åskådare: 3 400 | Azärreyl QVK       | 3 - 0 | Dinamo-Jinestra Odesa | 25-23, 25-19, 25-20        |
| 20 februari 2002 Speltid: i. u. - Åskådare: 1 200 | USSP Albi          | 1 - 3 | Schwechat Post        | 25-16, 17-25, 16-25, 22-25 |
| 20 februari 2002 Speltid: i. u. - Åskådare: 200   | Castêlo da Maia GC | 1 - 3 | ŽOK Jedinstvo Užice   | 21-25, 25-22, 22-25, 23-25 |

#### Kvalificerade lag
| - Azärreyl QVK - KS Pałac Bydgoszcz - Schwechat Post - ŽOK Jedinstvo Užice |

### Slutspel
|  | Semifinaler         | Semifinaler |                     |              | Final               | Final               |  |
|  |                     |             |                     |              |                     |                     |  |
|  | KS Pałac Bydgoszcz  | 0           |                     |              |                     |                     |  |
|  | KS Pałac Bydgoszcz  | 0           |                     |              |                     |                     |  |
|  | Azärreyl QVK        | 3           |                     |              |                     |                     |  |
|  | Azärreyl QVK        | 3           |                     | Azärreyl QVK | 3                   |                     |  |
|  |                     |             |                     | Azärreyl QVK | 3                   |                     |  |
|  |                     |             | ŽOK Jedinstvo Užice | 0            |                     |                     |  |
|  | Schwechat Post      | 1           | ŽOK Jedinstvo Užice | 0            |                     |                     |  |
|  | Schwechat Post      | 1           |                     |              |                     |                     |  |
|  | ŽOK Jedinstvo Užice | 3           |                     |              | Match om tredjepris | Match om tredjepris |  |
|  | ŽOK Jedinstvo Užice | 3           |                     |              |                     |                     |  |
|  |                     |             |                     |              |                     |                     |  |
|  |                     |             |                     |              | KS Pałac Bydgoszcz  | 3                   |  |
|  |                     |             |                     |              | KS Pałac Bydgoszcz  | 3                   |  |
|  |                     |             |                     |              | Schwechat Post      | 2                   |  |

#### Semifinaler
| 9 mars 2002 Bern Speltid: i. u. - Åskådare: 5 000 | KS Pałac Bydgoszcz | 0 - 3 | Azärreyl QVK        | 24-26, 17-25, 16-25        |
| 9 mars 2002 Bern Speltid: i. u. - Åskådare: 3 500 | Schwechat Post     | 1 - 3 | ŽOK Jedinstvo Užice | 25-22, 17-25, 22-25, 10-25 |

#### Match om tredjepris
| 10 mars 2002 Bern Speltid: i. u. - Åskådare: 3 000 | KS Pałac Bydgoszcz | 3 - 2 | Schwechat Post | 23-25, 24-26, 25-22, 25-23, 16-14 |

#### Final
| 10 mars 2002 Bern Speltid: i. u. - Åskådare: 5 000 | Azärreyl QVK | 3 - 0 | ŽOK Jedinstvo Užice | 25-13, 25-15, 25-13 |